# تام پلفری
تام پلفری (انگلیسی: Tom Pelphrey؛ زادهٔ ۲۸ ژوئیهٔ ۱۹۸۲) بازیگر اهل ایالات متحده آمریکا است. وی از سال ۲۰۰۴ میلادی تاکنون مشغول فعالیت بوده‌است.
از فیلم‌ها یا برنامه‌های تلویزیونی که وی در آن نقش داشته‌است می‌توان به مشت آهنین، منک، قاتل آمریکایی، آن زن گفت،بانشی، و عشق و مرگ اشاره کرد.